# Лоран дьо Ла Ир
Лоран дьо Ла Ир (на френски: Laurent de La Hyre) е френски бароков художник. Той е ученик на Жорж Лальоман. През 1648 г. става един от 12-те основатели на Френската кралска академия за живопис и скулптура.

## Галерия
- Херкулес и Омфала
- Тезей
- Смъртта на Адонис
- Отвличането на Европа
- Йов
- Присъдата на Соломон
- Алегория на астрономията, 1649, Музей на Орлеан
- Алегория на граматиката, 1650, Национална галерия в Лондон
- Алегория на регентството на Анна Австрийска, 1648, Версай
- Алегория на аритметиката